# Entedon abdera
Entedon abdera är en stekelart som beskrevs av Walker 1839. Entedon abdera ingår i släktet Entedon och familjen finglanssteklar. Arten är reproducerande i Sverige. Inga underarter finns listade i Catalogue of Life.